# Bolbohamatum phallosum
Bolbohamatum phallosum es una especie de coleóptero de la familia Geotrupidae.

## Distribución geográfica
Habita en la India.